# Tetrametiletilendiamina
La tetrametiletilendiamina (TEMED) és un compost químic de fórmula (CH₃)₂NCH₂CH₂N(CH₃)₂. Aquest deriva de l'etilendiamina substituint els quatre grups NH per quatre grups N-metil. La seva olor és molt similar a la dels peixos.

## Composició
El TEMED està compost per un 62% de carboni, un 13,9% d'hidrogen i un 24,1% de nitrogen. Està format per un enllaç carboni-carboni de llargada 1.5 Å i d'energia 346 kJ/mol, 16 enllaços carboni-hidrogen de 1.1 Å i d'energia 411 kJ/mol i 6 enllaços carboni-nitrogen de 1.5 Å i d'energia 305 kJ/mol.
Propietats termodinàmiques:
- Calor de vaporització molar de 35.9 kJ/mol.
- Calor de vaporització específica de 0.309 kJ/g.
- Temperatura crítica de 567 K.
- Pressió crítica de 3.09 MPa.[2]

## Com a reactiu en síntesi orgànica i inorgànica
El TEMED és àmpliament utilitzat com a lligant d'ions metàl·lics. Forma complexes estables amb molts hal·logenurs de metall, com per exemple amb clorur de zinc o iodur de coure (I), donant complexos solubles en dissolvents orgànics.
El TEMED té afinitat pels ions de liti i fa que el butil liti tingui un alta reactivitat. El butil liti/TEMED és capaç de metal·litzar o metal·litzar doblement molts substrats com el benzè, el furà, el tiofè, el N-alquilpirrol i el ferrocè. Molts complexos d'organometalls aniònics han estat aïllats com a complexos [Li(tmeda)2]+. En aquests complexos, [Li(tmeda)2]+ es comporta com una sal d'amoni quaternària.

## Catalitzador en gels d'acrilamida
S'utilitza amb persulfat d'amoni per a catalitzar la polimerització d'acrilamida quan es fan gels d'acrilamida, usats en gels d'electroforesi per a la separació de proteïnes i àcids nucleics. Malgrat que les quantitats utilitzades en aquesta tècnica poden variar d'un mètode a un altre, és habitual utilitzar entre 0,1-0,2% v / v de TEMED.

## Inhibidor de l'acetilcolinesterasa
L'acetilcolinesterasa és l'enzim més important que regula l'acetilcolina en peixos i éssers humans. La hidròlisi del neurotransmissor acetilcolina és un procés clau en el nostre organisme, ja que la seva absència o inhibició pot provocar insuficiència respiratòria. Per tant, la inhibició d'acetilcolinesterasa fa augmentar els nivells d'acetilcolina i amplificar la seva acció. Un estudi ha determinat l'efecte del TEMED en l'acetilcolinesterasa de l'anguila elèctrica Electrophorus electricus i la butirilcolinesterasa de sèrum humà. Segons aquest estudi, el TEMED s'uneix al lloc p de l'enzim, i li provoca canvis conformacionals, bloquejant el centre actiu. Com a resultat d'això, el nombre d'hidròlisis es redueix. En el cas del complex enzim-substrat, el lloc actiu ja està ocupat i, per tant, el TEMED es torna a unir al lloc p de l'enzim. És a dir que el TEMED redueix l'afinitat de l'acetilcolina cap al centre actiu de l'acetilcolinesterasa. En conclusió, el TEMED produeix efectes adversos en l'ànguila eléctrica i els éssers humans, ja que inhibeix l'acetilcolinesterasa.

## Informació de seguretat

### Estabilitat i reactivitat
Si el TEMED es troba sota les condicions d'emmagatzematge recomanades, no hi haurà problemes d'estabilitat. Cal evitar situacions de calor elevada, espurnes o flames. També cal procurar que no entri en contacte amb agents oxidants forts i diòxid de carboni.
En cas de foc, pot descompondre's i formar productes perillosos com òxids de nitrogen i òxids de carboni.

### Mesures contra vessaments accidentals
Utilitzar un equip de protecció personal i no respirar els gasos o vapors expulsats. Cal anar amb compte amb aquests vapors perquè a concentracions elevades poden ser explosius.
És necessari tenir cura que el TEMED no vagi a parar al clavegueram, per tal de protegir el medi ambient.
En cas de vessament, cal retenir-lo i recollir-lo amb algun producte absorbent com per exemple sorra, terra o terra de diatomees i posar-lo en un recipient adequat de rebuig que segueixi la legislació nacional o local.

### Primers auxilis
El consell general i obligatori és avisar a un metge en qualsevol dels casos següents:
En cas d'inhalació del TEMED, s'ha de moure la persona en qüestió a un lloc amb aire lliure i fresc. Si no respira cal donar-li respiració artificial.
En cas de contacte amb la pell és important treure la roba i les sabates afectades immediatament. Netejar-se la pell amb abundant aigua i sabó.
Si ha entrat en contacte amb els ulls, aquests s'han d'esbandir amb aigua durant uns 15 minuts com a mínim.
En cas d'ingesta del TEMED no s'ha d'induir al vòmit ni donar mai res per via oral a una persona inconscient que s'hagi empassat TEMED. Rentar la boca amb molta aigua.